# رموز فرنسا
رموز فرنسا هي شعارات الأمة الفرنسية، وهي حجر الزاوية لتقليد الجمهورية.

## الرموز الوطنية
الشعارات الوطنية للجمهورية الفرنسية الخامسة هي:
- العلم ثلاثي الألوان: الأزرق والأبيض والأحمر
- النشيد الوطني: «لامارسييز»
- ماريان: وهي شكل مجازي للجمهورية الفرنسية
- شعار الجمهورية: Liberté, Egalité, Fraternité (حرية، مساواة، أخوة)
- ختم فرنسا العظيم

وتشمل الرموز الأخرى:
- الوسام الوطني لفيلق الشرف ووسام الاستحقاق الوطني
- يوم الباستيل: العيد الوطني في فرنسا يُحتفل به في 14 يوليو
- الحرفان الكبيران "RF"، والتي وهي اختصار لـ”République Française“ (أي «الجمهورية الفرنسية»)
- الديك الغالي (بالفرنسية: Gauloise dorée)‏

## العلم الثلاثي الألوان
العلم الفرنسي هو علم ثلاثي الألوان ويتألف من ثلاثة خطوط رأسية متساوية العرض، ملون باللون الأزرق الملكي والأبيض والأحمر. يعتبر العلم الرمز الرسمي الوحيد لفرنسا، وذلك فقاً للمادة 2 من الدستور الحالي لفرنسا، والتي تم اعتمادها عام 1958.

العلم الفرنسي

## النشيد الوطني
النشيد الوطني «لامارسييز» (بالفرنسية: La Marseillaise)‏ من تأليف روجيه دي ليل.

## ماريان
ماريان تجسد الجمهورية. تشخيص للحرية والمنطق وصورة لآلهة الحرية، يوجد تمثال نصفي لها في كل قاعة بلدية مدينة في فرنسا. ووجهها مرسوم أيضاً على الطوابع. مكّن الاسم ماريان الشعب الفرنسي من تولي جمهورية الوليدة حديثاً، من خلال خلق شخصية شعبية مكنت الشعب الفرنسي من التعرف عليها بسهولة.

## ختم فرنسا العظيم

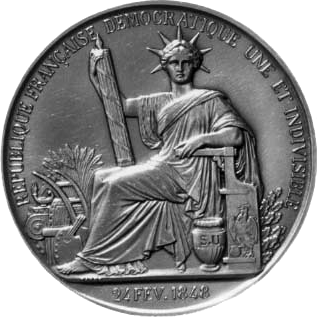
ختم فرنسا العظيم عام 1848. غطاء رأس ليبرتي مشابه لتمثال الحرية، ويعد كلاهما رمزان جمهوريان بارزان.

ختم فرنسا العظيم (بالفرنسية: Grand sceau de la République française)‏ هو الختم الرسمي للجمهورية الفرنسية.